# All Winners Comics
All Winners Comics est le titre de deux comics publiés dans les années 1940 par Timely Comics. Dans les deux cas, il s'agit d'une anthologie de séries de super-héros, entre autres Captain America, Human Torch, et Sub-Mariner.

## Historique de publication

### Première série
La première série de All Winners Comics est un trimestriel qui comprend 20 numéros, numérotés de 1 à 19 puis 21 et publiés entre l'été 1941 et l'hiver 1946/47).
All Winners Comics #1 comprend une histoire de 13 pages de Human Torch par Carl Burgos, le héros mineur Black Marvel par Stan Lee et dessinée par Al Avison et Al Gabriele, Captain America par Joe Simon et Jack Kirby au scénario et Avison, Joe Simon, Al Gabriele et Syd Shores au dessin, the Sub-Mariner, par Bill Everett et  Angel.
Par la suite Destroyer et le Bolide remplacent Black Marvel (qui revient seulement au sixième numéro) et the Angel. Lors de la seconde guerre mondiale, le papier est rationné aussi le nombre de pages diminue. À partir du numéro 9 il passe de 68 à 60. Puis à partir du numéro 12 cela descend à 52 page. Les histoires du Destroyer sont réduites et le Bolide deisparaît. Deux numéros plus tard, le comics ne compte plus que 36 pages. Il revient à 52 pages après la guerre.
à partir du numéro 19 le comics présente la première équipe de super-héros de Timely, le All-Winners Squad avec Captain America, Human Torch, Sub-Mariner, le Bolide et Miss America. Une seconde histoire de cette équipe paraît dans le numéro 21.
L'absence du numéro 20 n'est pas expliquée avec certitude. Cependant la théorie généralement acceptée suppose que All Winners Comics a été renommé en All Teen Comics qui était un comics humoristique pour adolescents. Un seul numéro de ce comics est publié. Puis Timely rebaptise Young Allies Comics, qui s'est arrêté au numéro 20 en All Winners Comics,,. Enfin All Winners Comics change encore une fois et devient le titre humoristique Hedy De Vine Comics qui commence au numéro 22 (Aug. 1947). Changer le titre et le contenu d'un comics tout en gardant la numérotation était une pratique courante à l'époque pour éviter une taxe postale portant sur les nouveaux titres de presse.

### Seconde série
Une nouvelle série est lancée en août 1948 mais après un seul numéro le comics devient une anthologie de westerns intitulée All-Western Winners (numéros 2 à 4) puis Western Winners (5 à 7), Black Rider (8 à 27), Western Tales of Black Rider (28 à 31) et Gunsmoke Western (32 à 77) dans lequel se retrouve Kid Colt.Le comics s'arrête en 1963.